# الفن القديم

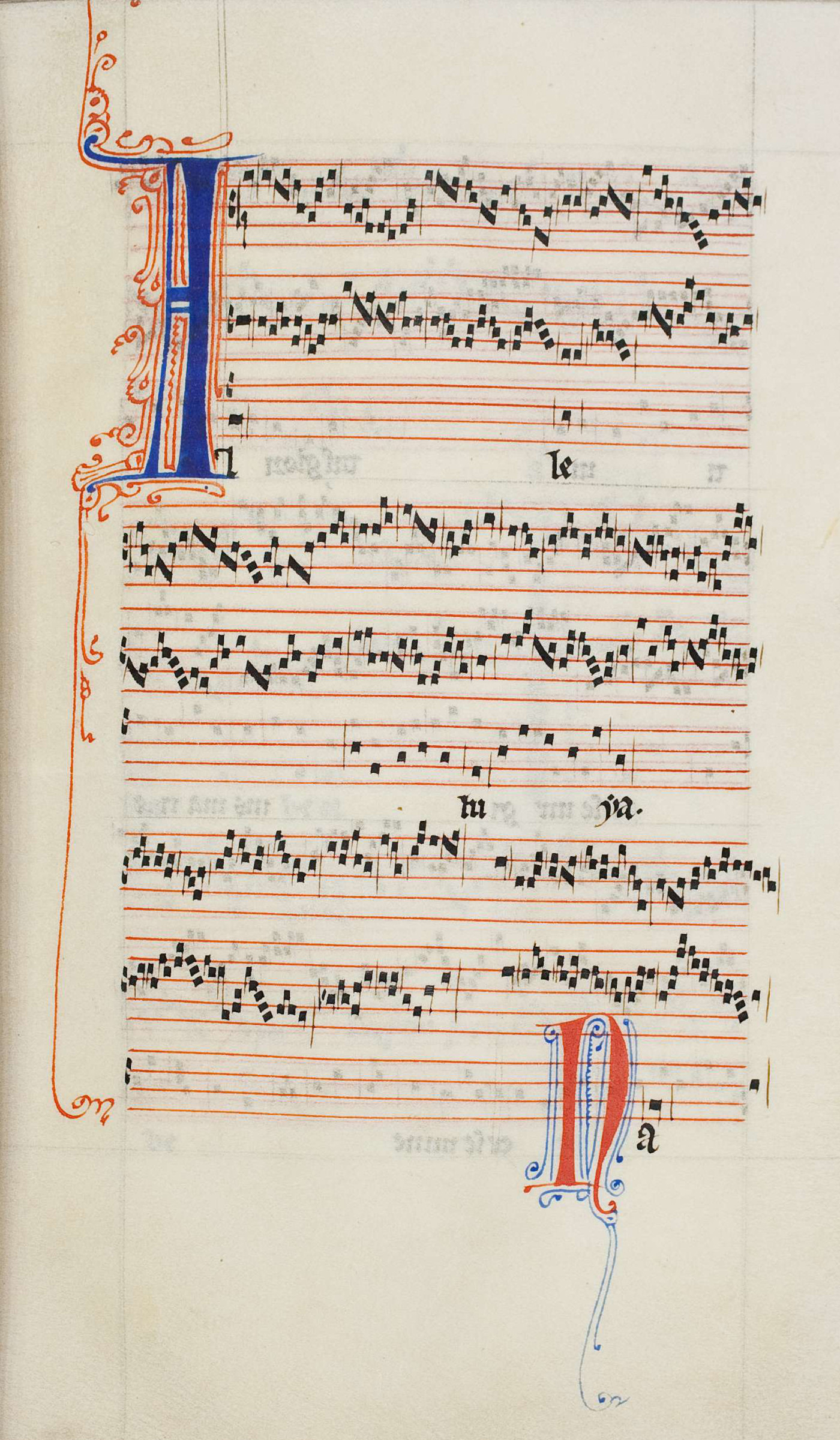

الفن القديم (باللاتينية ars antiqua). هو مصطلح يستخدم للتمييز بين موسيقى أواخر القرن الثاني عشر والقرن الثالث عشر من الموسيقى في القرن الرابع عشر، التي يطلق عليها لفظ الفن الجديد. يشمل الفن القديم موسيقى مدرسة نوتردام وسادتها العظماء ليونين وبيروتان (القرن ال12)؛ وفترة بيتراس دو كروس الذي عرف كذلك باسم بيير دولا كروا (في نهاية القرن الثالث عشر).
مدرسة نوتردام تعرف أساسا بسبب استخدام الأورجانوم وclausula (هي كلمة لاتينية تعني قسم بوليفوني) وCONDUCTUS (وهو نوع من الغناء غير الديني). ولاحقا ظهر شكل لاحق هو الأهم في الفن القديم وهو الموتيت. أعظم تقدم في الفن القديم هو ترسيخ الإيقاع الصارم الذي يعتمد على قواعد محددة للأنماط الإيقاعية (حين كان الإيقاع في الموسيقى المبكرة أكثر حرية) واستخدام ثلاثة وحتى أربعة أصوات (حتى فترة الموسيقى القديمة، اقتصرت الموسيقى على صوت وصوتين). على الأرجح هذه المقطوعات البوليفونية كانت تغنى مع صوت واحد مثل موسيقى الحجرة الغنائية. إلى جانب تطور البوليفونية في الموسيقى الكنسية ظهرت الأغنية المنوفونية في الموسيقى الدنيوية، التي ألفها الموسيقيون (المنيسنجر والتروبادور والتروفير).

## لمحة تاريخية
وجدت الاستخدامات الأصلية لهذا المصطلح في العصور الوسطى في عمل مرآة الموسيقى لجاكوبس وأخرى، من قبل يوانس دو ميغي (وهو الوحيد الذي استخدم المصطلح الدقيق «الفن القديم»)، ويشير خصوصًا إلى فترة فرانكو أوف كولين، في نحو عام 1250 - 1310، ولكن هذا الاستخدام المحدود نادرًا ما استُخدم في العلوم الحديثة. تقريبًا جميع ملحني الفن القديم مجهولون. كان ليونان (عاش أواخر القرن الثاني عشر)، و بيروتان (منذ عام 1180 حتى 1220 م) ملحنان معروفان بالاسم من مدرسة نوتردام، في الفترة التي تلت ذلك، كان بيتروس دو كروسيه -وهو ملحن للموتيه- من القلائل الذين حُفظت أسمائهم.
في نظرية الموسيقى، شهدت فترة الفن القديم العديد من التطورات عن الممارسات السابقة، تجلى معظمها في التصور، وتدوين الإيقاع. في بداية فترة موسيقى العصور الوسطى، بين التدوين الدرجات الموسيقية للأغاني دون الإشارة إلى الإيقاع الذي يجب أن تغنى به هذه الدرجات. كان يوانيس دوغارلنديا أشهر منظري الموسيقى في النصف الأول من القرن الثالث عشر، ومؤلف كتاب بخصوص الموسيقى الموزونة (حوالي 1240)، وهي الأطروحة التي حددت الأنماط الإيقاعية وشرحتها بشكل كامل. كان فرانكو أوف كولوين منظّرًا ألمانيًا في الفترة التي تلت ذلك بقليل، وهو أول من وصف نظامًا للتدوين تكون فيه للدرجات مختلفة الأشكال قيم إيقاعية مختلفة تمامًا (في فن الأغاني القابلة للوزن في نحو 1280) ، وكان لهذا الابتكار تأثير هائل على تاريخ الموسيقى الأوروبية اللاحق. استخدمت معظم الموسيقى المدونة المتبقية من القرن الثالث عشر الأنماط الإيقاعية كما حددها غارلنديا.
تضمنت القوطية المبكرة الموسيقى الفرنسية المُؤلفة في مدرسة نوتردام حتى عام 1260 تقريبًا، وتضمنت القوطية العليا كل الموسيقى منذ ذلك التاريخ، وفي حوالي عام 1310 أو 1320، كانت البداية التقليدية لموسيقى الفن الجديد. وصلت أشكال أورغانوم و كندكتوس إلى ذروتها في أوائل القوطية، وبدأت في الانخفاض في القوطية العليا، ليحل محلها الموتيه.
بالرغم من أن أسلوب الفن القديم أصبح موضة قديمة فجأةً في العقدين الأولين من القرن الرابع عشر، كان لديه مدافع متأخر وهو جاك أوف لييج، الذي كتب هجومًا عنيفًا ضد موسيقى الفن الجديد في عمله مرآة الموسيقى واصفًا إياه بأنه «غير محترم ورديئ»، مدافعًا بقوة عن الأسلوب القديم بطريقة تستحضر لنا حتى يومنا هذا عددًا من منتقدي الموسيقى من العصور الوسطى (جاكوبس 1955-73، كتاب7، وفي أماكن أخرى). بالنسبة لجاكوبس كان الفن القديم هو موسيقى الموديستا والفن الجديد هو موسيقى اللاشيبا، وهو نوع من الموسيقى التي اعتبرها متساهلة للغاية ومتقلبة وغير متواضعة وفاسقة (أندرسون وروسنر 2001).

## المصدر
1. ↑  The Facts on File Dictionary of Music, Christine Ammer 2004